# Horst Sachtleben
Horst Sachtleben (Berlino, 24 settembre 1930 – 23 maggio 2022) è stato un attore e doppiatore tedesco.

## Biografia
Ha avuto una figlia da un primo matrimonio.
È stato sposato in seconde nozze con l'attrice svizzera Pia Hänggi, il loro matrimonio è durato 47 anni, fino alla sua morte avvenuta nel 2022. 
Sachtleben è deceduto all' età di 91 anni.

## Filmografia

### Televisione
- Der Nachtkurier meldet… - serie TV (1965-1966)
- Die fünfte Kolonne - serie TV (1967)
- Der Kommissar - serie TV (1969)
- L'ispettore Derrick (Derrick) - serie TV (1975-1987)
- Il commissario Köster (Der Alte) - serie TV (1987)
- Unsere Schule ist die Beste - serie TV (1994-1995)
- Una classe per Sylvia (Sylvia - Eine Klasse für sich)- serie TV (1998-2000)
- Klemperer – Ein Leben in Deutschland - serie TV (12 episodi) (1999)
- Un ciclone in convento  (Um Himmels Willen) - serie TV (2002-2021)
- Natale a Kaltenthal (Um Himmels Willen – Weihnachten in Kaltenthal) - film TV - regia di Ulrich König (2008)
- Paura in volo (Crashpoint - 90 Minuten bis zum Absturz) - film TV - regia di Thomas Jauch (2008)

## Doppiaggio
- Peter Falk in Pollice da scasso, I ragazzi irresistibili, Il mondo perduto, Checking Out,Ricomincio da me, Next
- Donald Pleasence in Il tesoro dell'Amazzonia
- Chill in Osmosis Jones
- Wallace Shawn in La mia cena con André, La casa dei fantasmi
- Gerry Bamman in Mamma, ho perso l'aereo, Mamma, ho riperso l'aereo: mi sono smarrito a New York
- Jim Broadbent in Le cronache di Narnia - Il leone, la strega e l'armadio, Harry Potter e il principe mezzosangue
- Mike Nussbaum in Man in Black

## Riconoscimenti
- Hersfeld-Preis (2010)

## Doppiatori italiani
Nelle versioni in italiano delle opere in cui ha recitato, Horst Sachtleben è stato doppiato da:
- Gil Baroni in Una classe per Sylvia